# ドゥエンツァ州
ドゥエンツァ州（ドゥエンツァしゅう、フランス語: Région de Douentza）は、マリ共和国中部の州。州都はドゥエンツァ。北をトンブクトゥ州と、東をブルキナファソと、南をバンディアガラ州と、西をモプティ州と接する。
面積は23,310平方キロメートル、人口は約17万人（2022年国勢調査）。モプティ州を分割して作られた。
2012年3月2日に採択された地方行政区画法（N°2012-017）で創設が決定した新州のひとつで、マリ北部紛争勃発や政局の混乱により創設は延期された。2020年の軍事クーデター後の12月2日、軍事政権によってモリー・シセ（Mory Cisse）が州知事に任命され、暫定的に発足した。2023年2月22日、正式にドゥエンツァ州が創設された。

## 圏
2023年2月時点で6圏に区分される。それ以前は圏や郡が存在しなかった。
- ドゥエンツァ圏（Douentza）
- ボレ圏（Boré）
- オンボリ圏（Hombori）
- ングマ圏（N'Gouma）
- モンドロ圏（Mondoro）
- ボニ圏（Boni）

圏の下は18郡、24コミューン、273村・フラクスィオン・カルティエの順に細分化されている。